# حرابية ملتفة
حِرَابِيَّة مُلْتَفَّة كرمة خشبية من عائلة الحرابية . يُطلق عليه بالإنجليزية الأسماء التالية: حلو ومر شرقي،، حلو ومر صيني، حلو ومر آسيوي، حلو ومر مستدير الأوراق. موطنها الأصلي هو الصين، حيث يُعد أكثر أنواع الحرابية انتشاراً، وكذلك اليابان وكوريا. نُقِل إلى أمريكا الشمالية في عام 1879، ويعد من الأنواع المُجتَاحة في شرق أمريكا الشمالية. يشبه الأنواع الأصلية في أمريكا الشمالية شبها كبيراً.